# 1. jugoslawische Fußballliga 1925
Die 1. jugoslawische Fußballliga 1925 war die dritte Spielzeit der höchsten jugoslawischen Spielklasse im Fußball der Männer. Sie begann am 14. Juni 1925 und endete am 5. Juli 1925.
Meister wurde Titelverteidiger SK Jugoslavija.

## Modus
Die sieben regionale Meister spielten in einem K.-o.-System den jugoslawischen Meister aus.

## Teilnehmer und Spielorte
| Verein               | Stadt     | Fußballverband            |
| -------------------- | --------- | ------------------------- |
| SK Jugoslavija       | Belgrad   | Regionalverband Belgrad   |
| Ilrija Ljubljana     | Ljubljana | Regionalverband Ljubljana |
| Slavija Osijek       | Osijek    | Regionalverband Osijek    |
| SAŠK Sarajevo        | Sarajevo  | Regionalverband Sarajevo  |
| Hajduk Split         | Split     | Regionalverband Split     |
| HAD Bačka Subotica   | Subotica  | Regionalverband Subotica  |
| HŠK Građanski Zagreb | Zagreb    | Regionalverband Zagreb    |

## Viertelfinale
| Datum                              |                      | Ergebnis     |                    |
| ---------------------------------- | -------------------- | ------------ | ------------------ |
| 14.06.1925                         | Ilrija Ljubljana     | 0:3          | HAD Bačka Subotica |
| 14.06.1925                         | HŠK Građanski Zagreb | 6:0          | SAŠK Sarajevo      |
| 14.06.1925                         | SK Jugoslavija       | 03:2 n. V. 1 | Hajduk Split       |
| Slavija Osijek erhielt ein Freilos |                      |              |                    |

## Halbfinale
| Datum      |                    | Ergebnis |                      |
| ---------- | ------------------ | -------- | -------------------- |
| 21.06.1925 | SK Jugoslavija     | 3:2      | Slavija Osijek       |
| 21.06.1925 | HAD Bačka Subotica | 0:2      | HŠK Građanski Zagreb |

## Finale
| Datum      |                      | Ergebnis |                |
| ---------- | -------------------- | -------- | -------------- |
| 05.07.1925 | HŠK Građanski Zagreb | 2:3      | SK Jugoslavija |